# Platyptilia gondarensis
Platyptilia gondarensis là một loài bướm đêm thuộc họ Pterophoridae. Nó được tìm thấy ở Ethiopia.